# Grafton (Ohio)
Grafton és una població dels Estats Units a l'estat d'Ohio. Segons el cens del 2000 tenia 2.302 habitants.

## Demografia
Segons el cens del 2000, Grafton tenia 2.302 habitants, 832 habitatges, i 643 famílies. La densitat de població era de 197,1 habitants per km².
Dels 832 habitatges en un 38,2% hi vivien nens de menys de 18 anys, en un 60,7% hi vivien parelles casades, en un 12,4% dones solteres, i en un 22,6% no eren unitats familiars. En el 19,4% dels habitatges hi vivien persones soles el 8,7% de les quals corresponia a persones de 65 anys o més que vivien soles. El nombre mitjà de persones vivint en cada habitatge era de 2,77 i el nombre mitjà de persones que vivien en cada família era de 3,17.
Per edats la població es repartia de la següent manera: un 28,2% tenia menys de 18 anys, un 8,1% entre 18 i 24, un 30,5% entre 25 i 44, un 23,2% de 45 a 60 i un 10% 65 anys o més.
L'edat mediana era de 35 anys. Per cada 100 dones de 18 o més anys hi havia 90,4 homes.
La renda mediana per habitatge era de 52.446 $ i la renda mediana per família de 60.139 $. Els homes tenien una renda mediana de 40.833 $ mentre que les dones 26.732 $. La renda per capita de la població era de 19.584 $. Aproximadament el 0,7% de les famílies i el 2,4% de la població estaven per davall del llindar de pobresa.

## Poblacions més properes
El següent diagrama mostra les poblacions més properes.